# Peter Holmberg
Peter Holmberg, född 4 oktober 1960 i Saint Thomas, är en seglare från Amerikanska Jungfruöarna.
Hans största merit är hans silver från OS 1988 i Seoul, vilket gjorde honom till den första och hittills enda olympiska medaljören för Amerikanska Jungfruöarna. Vid OS i Los Angeles 1984 kom han på elfte plats i finnjolle.
2007 vann Peter Holmberg America's cup. 2003 kom han två i Louis Vuitton Cup.